# تروی کارتر
تروی آنتونی کارتر (متولد ۲۶ اکتبر ۱۹۶۳) یک سیاستمدار آمریکایی است که از سال ۲۰۲۱ به عنوان نماینده ایالات متحده برای منطقه دوم کنگره لوئیزیانا خدمت می‌کند. او قبلاً عضو مجلس سنای ایالت لوئیزیانا برای ناحیه ۷ بود. کارتر که یکی از اعضای حزب دموکرات است، قبلاً در شورای شهر نیواورلئان و به عنوان عضوی از مجلس نمایندگان لوئیزیانا خدمت کرده است. او در حال حاضر تنها دموکرات در هیئت کنگره لوئیزیانا است.
کارتر در نیواورلئان متولد شد. او پس از فارغ‌التحصیلی از دبیرستان الیور پری واکر در الجزیره، به دانشگاه خاویر لوئیزیانا رفت و در آنجا مدرک لیسانس خود را در رشته مدیریت بازرگانی و علوم سیاسی دریافت کرد.